# Sempervivum dolomiticum
Il semprevivo delle Dolomiti (Sempervivum dolomiticum Facchini, 1855) è una pianta succulenta appartenente alla famiglia delle Crassulaceae, endemica delle Alpi orientali.

## Descrizione
Pianta erbacea perenne, succulenta, stolonifera, con fusto alto 20–50 mm e rosette fogliari sterili, verde scuro, larghe 3–8 cm. Le foglie sono acute.

## Distribuzione e habitat
Presente solo in Italia, questa pianta si trova esclusivamente nelle valli dolomitiche del Veneto e del Trentino-Alto Adige; particolarmente diffusa in Ampezzo.
Tra i 1.500 e i 2.500 m d'altitudine.